# Ulrike Brunsová
Ulrike Brunsová, rozená Klapezynskiová (* 17. listopadu 1953, Chotěbuz) je bývalá německá atletka, běžkyně, která reprezentovala tehdejší NDR.
Věnovala se středním a dlouhým tratím. Na letních olympijských hrách v Montrealu 1976 získala bronz v závodě na 1500 metrů. V roce 1978 se stala v Miláně halovou mistryní Evropy v běhu na 800 metrů. O dva roky později doběhla na olympiádě v Moskvě na pátém místě (1500 m). Další úspěchy zaznamenala až na sklonku kariéry. V roce 1986 získala bronzovou medaili (10 000 m) na mistrovství Evropy ve Stuttgartu. O rok později v Římě na mistrovství světa doběhla třetí ve finále běhu na 3000 metrů.